# Eesti Päevaleht
Eesti Päevaleht (littéralement « Quotidien estonien ») est un quotidien estonien.